# Cameron Alexander
Cameron Alexander (North Vancouver, 31 maggio 1997) è uno sciatore alpino canadese.

## Biografia
Originario di North Vancouver, fratello di Kyle, a sua volta sciatore alpino, e attivo in gare FIS dal gennaio del 2014, in Nor-Am Cup Alexander ha esordito il 10 dicembre 2014 a Lake Louise in discesa libera (35º) e ha colto il primo podio il 6 dicembre 2018 nelle medesime località e specialità (2º). Sempre a Lake Louise e sempre in discesa libera ha anche debuttato in Coppa del Mondo, il 30 novembre 2019 (48º), e ha conquistato la prima vittoria in Nor-Am Cup, il 12 dicembre successivo; il 4 marzo 2022 ha conquistato la prima vittoria in Coppa del Mondo, nonché primo podio, nella discesa libera di Kvitfjell. Ai Mondiali di Courchevel/Méribel 2023, suo esordio iridato, ha vinto la medaglia di bronzo nella discesa libera; non ha preso parte a rassegne olimpiche.

## Palmarès

### Mondiali
- 1 medaglia:
  - 1 bronzo (discesa libera a Courchevel/Méribel 2023)

### Coppa del Mondo
- Miglior piazzamento in classifica generale: 22º nel 2025
- 5 podi (in discesa libera):
  - 1 vittoria
  - 4 terzi posti

#### Coppa del Mondo - vittorie
| Data         | Località  | Paese    | Specialità |
| ------------ | --------- | -------- | ---------- |
| 4 marzo 2022 | Kvitfjell | Norvegia | DH         |

Legenda:

DH = discesa libera

### Coppa Europa
- Miglior piazzamento in classifica generale: 16º nel 2022
- 5 podi:
  - 3 vittorie
  - 1 secondo posto
  - 1 terzo posto

#### Coppa Europa - vittorie
| Data             | Località     | Paese    | Specialità |
| ---------------- | ------------ | -------- | ---------- |
| 10 febbraio 2022 | Kvitfjell    | Norvegia | DH         |
| 20 dicembre 2022 | Sankt Moritz | Svizzera | DH         |
| 22 dicembre 2022 | Sankt Moritz | Svizzera | DH         |

Legenda:

DH = discesa libera

### Nor-Am Cup
- Miglior piazzamento in classifica generale: 17º nel 2019
- Vincitore della classifica di discesa libera nel 2020
- 5 podi:
  - 3 vittorie
  - 2 secondi posti

#### Nor-Am Cup - vittorie
| Data             | Località        | Paese       | Specialità |
| ---------------- | --------------- | ----------- | ---------- |
| 12 dicembre 2019 | Lake Louise     | Canada      | DH         |
| 7 dicembre 2023  | Copper Mountain | Stati Uniti | SG         |
| 8 dicembre 2023  | Copper Mountain | Stati Uniti | SG         |

Legenda:

DH = discesa libera

SG = supergigante

### Campionati canadesi
- 1 medaglia:
  - 1 oro (discesa libera nel 2020)